# كرمة متعرجة
الكرمة المتعرجة نوع نباتي بري ينتمي إلى جنس الكرمة من الفصيلة الكرمية.

## البيئة والانتشار
موطنها شرق آسيا حيث تنتشر في اليابان وشرق الصين وكوريا.

## الوصف النباتي
نبات معمر متسلق. النورات عنقودية. الثمرة عوزة (عنبة).